# Iqbal Athas
Iqbal Athas là nhà báo người Sri Lanka, thỉnh thoảng cũng đóng góp cho đài truyền hình CNN. Athas là người viết mục quốc phòng cho tờ Sunday Times và tờ Jane's Defence Weekly. Ông đã bị đe dọa tính mạng vì viết bài điều tra phát hiện các vụ bê bối tham nhũng của bộ máy quốc phòng Sri Lanka trong việc mua vũ khí, đặc biệt là Không lực Sri Lanka.

## Sự nghiệp nhà báo
Iqbal Athas là phóng viên điều tra về các vấn đề quốc phòng và vì vậy đã đối mặt với nhiều cuộc đe dọa đến tính mạng. Tháng 2 năm 1998 các người vũ trang đã đột nhập vào nhà và đe dọa ông cùng gia đình, vì ông viết về vụ tham nhũng trong quân đội. Năm 2002 trong thời gian ngừng bắn 2 viên sĩ quan của Không lực Sri Lanka đã bị kết án về hành động đe dọa nói trên.

## Bài báo về thỏa thuận mua bán ở Bộ quốc phòng
Iqbal Athas đã vạch trần sự tham nhũng trong việc mua lại các máy bay MiG-27 cũ của Ukraina. Sri Lanka đã ra lệnh mở cuộc điều tra vụ mua bán này. Việc bảo vệ an ninh cho Iqbal Athas đã bị rút lại sau khi bài báo nói trên được xuất bản.
Đảng Tự do Sri Lanka đang cầm quyền đã tổ chức một cuộc biểu tình phản đối ở gần nhà ông đòi ông không được tiết lộ những thông tin nhạy cảm. Các phương tiện truyền thông đại chúng quốc tế đã kêu gọi chính quyền tái lập việc bảo vệ an ninh cho ông.
Nhà báo W. G. Gunaratne, người dịch các bài viết của Iqbal Athas sang tiếng Sinhala cho báo Lankadeepa, cũng đã bị hăm dọa.
Gần đây có các lời cáo giác là Athas làm gián điệp cho chính quyền Sri Lanka và chuyển các thông tin về cộng đồng ngoại giao ở Colombo, các nhà báo khác và tiết lộ bí mật của các tổ chức phi chính phủ.

## Trốn khỏi Sri Lanka
Tháng Giêng năm 2009, có tin cho biết là Athas đã rời Sri Lanka, vì sợ nguy hiểm tới tính mạng. Tuy nhiên, năm 2010 ông đã trở lại Sri Lanka và viết cho đài truyền hình CNN.

## Giải thưởng
- Năm 1994 Athas đã được trao Giải Tự do Báo chí Quốc tế của Ủy ban bảo vệ các nhà báo.